# Crăsnișoara Veche, Storojineț
Crăsnișoara Veche, întâlnit și sub forma Huta Veche (în ucraineană Стара Красношора, transliterat Stara Krasnoșora și în germană Althütte) este un sat reședință de comună în raionul Storojineț din regiunea Cernăuți (Ucraina). Are 745 locuitori, preponderent polonezi.
Satul este situat la o altitudine de 465 metri, se află pe malul râului Ciudeiu, în partea de centru a raionului Storojineț, la vest de satul Ciudei.

## Istorie
În ianuarie 1775, ca urmare a atitudinii de neutralitate pe care a avut-o în timpul conflictului militar dintre Turcia și Rusia (1768-1774), Imperiul Habsburgic (Austria de astăzi) a primit o parte din teritoriul Moldovei, teritoriu cunoscut sub denumirea de Bucovina. După anexarea Bucovinei de către Imperiul Habsburgic în anul 1775, regiunea a făcut parte din Ducatul Bucovinei, guvernat de către austrieci, făcând parte din districtul Storojineț (în germană Storozynetz). 
În 1786, se stabilesc la Crasna Ilschi câteva familii de agricultori germani, care au format colonia Huta Veche.
După Unirea Bucovinei cu România la 28 noiembrie 1918, satul Crăsnișoara Veche a făcut parte din componența României, în Plasa Flondoreni a județului Storojineț. Pe atunci, majoritatea populației era formată din germani (aproape în totalitate).
Ca urmare a Pactului Ribbentrop-Molotov (1939), Bucovina de Nord a fost anexată de către URSS la 28 iunie 1940, reintrând în componența României în perioada 1941-1944. Bucovina de Nord a fost reocupată de către URSS în anul 1944 și integrată în componența RSS Ucrainene. 
Începând din anul 1991, satul Crăsnișoara Veche face parte din raionul Storojineț al regiunii Cernăuți din cadrul Ucrainei independente. Conform recensământului din 1989, majoritatea populației era de etnie polonă (426), în timp ce numărul locuitorilor care s-au declarat români plus moldoveni era de 182 (181+1), adică 26,38% din populația localității . În prezent, satul are 745 locuitori, preponderent polonezi.

## Demografie
Componența lingvistică a comunei Crăsnișoara Veche
     Polonă (61,61%)
     Română (26,71%)
     Ucraineană (11,28%)
     Alte limbi (0,4%)
Conform recensământului din 2001, majoritatea populației comunei Crăsnișoara Veche era vorbitoare de polonă (61,61%), existând în minoritate și vorbitori de română (26,71%) și ucraineană (11,28%).
1930: 1.584 (recensământ)
1989: 690 (recensământ)
2007: 745 (estimare)

### Recensământul din 1930
Componența etnică a comunei Crăsnișoara Veche (județul Storojineț)
     Români (3,66%)
     Germani (85,22%)
     Polonezi (10,48%)
     Altă etnie (0,64%)
Componența confesională a comunei Crăsnișoara Veche
     Ortodocși (3,85%)
     Romano-catolici (95,89%)
     Mozaici (0,26%)
Conform recensământului efectuat în 1930, populația comunei Crăsnișoara Veche se ridica la 1.584 locuitori. Majoritatea locuitorilor erau germani (85,22%), cu o minoritate de români (3,66%) și una de polonezi (10,48%). Alte persoane s-au declarat: sârbi\croați\sloveni (3 persoane), ruteni (3 persoane) și evrei (4 persoane). Din punct de vedere confesional, majoritatea locuitorilor erau romano-catolici (95,89%), dar existau și ortodocși (3,85%) și mozaici (0,26%).